# Hard Island
Ne doit pas être confondu avec Hart Island.
Hard Island, ou Hard Island Festival, est un événement croate de hardstyle et techno hardcore. La première édition se déroule en juillet 2015. Le festival a pour slogan : « Take a hard dance holiday at Hard Island Festival ». Le festival est organisé annuellement sur 3 à 4 jours. La dernière édition connue date de 2020.

## Histoire
Hard Island est le premier événement en plein air (outdoor) de musiques électroniques organisé à grande échelle en Croatie. Le line-up, majoritairement hardstyle et mainstream hardcore, accueille de grands noms internationaux, convoqués par les organisateurs Q-dance, Dirty Workz, Traxtorm Records (scène dédiée pour Hardcore Italia), Unite Records et Pulsar. 
La première édition de ce festival a lieu du 3 au 6 juillet 2015 sur l'île de Pag, sur la plage de Zrće. Les organisateurs de l'événement programment pour la soirée de grands noms de la scène internationale house, hardcore et hardstyle, dont cinq faisant partie du top 100 du classement de DJ Magazine. On compte parmi eux : (côté house) Steve Aoki, Lil Jon, Linkin Park, Dimitri Vegas & Like Mike ; (côté hardstyle) Coone, Da Tweekaz, Wildstylez, Zatox ; et (côté mainstream hardcore) Anime, The Stunned Guys, DJ Mad Dog, Art of Fighters, Alien T et Nico e Tetta (scène Hardcore Italia, pour les 20 ans de Traxtorm Records).
La deuxième édition est annoncée pour se dérouler entre les 5 et 8 juillet 2016, même site. Pour cette édition, les concerts se répartissent entre le main stage (scène principale) sur la place, et des concerts sur des bateaux (« boat parties »). Le line-up accueille bon nombre de membres du label belge Dirty Workz, qui fête là ses dix ans d'existence ; Traxtorm Records est encore bien représenté. L'événement accueille à nouveau des artistes et groupes de renom aux côtés des MC MC Villain et MC V : (du côté hardstyle) WE R Hardstyle, Brennan Heart, Atmozfears, Kutski, Code Black, Hard Driver, Wasted Penguinz, Da Tweekaz, Audiofreq, Outbreak ; et (côté mainstream hardcore) : Angerfist, Radical Redemption (jour 1), Paul Elstak et The Stunned Guys (jour 2), DJ Mad Dog, Anime, Nico e Tetta (jours 2 et 3).
La pandémie de Covid-19 mise en péril bon nombre d'événements dans le monde, y compris Hard Island. Sur son site web officie, l'organisateur explique en 2020 ne pas être capable de continuer le festival pour le moment.